# Filzmoos (kraj związkowy Salzburg)
Filzmoos – gmina w Austrii, w kraju związkowym Salzburgu, w powiecie St. Johann im Pongau. Gmina znana jest ze swoich walorów turystycznych.